# Gyeongju nationalpark
Gyeongju nationalpark är ett område som inrättades 1968 för att skydda historiska platser i staden Gyeongju samt i den angränsande regionen i provinsen Norra Gyeongsang.
Hela skyddszonen täcker en yta av 137,1 km². Flera delar av den historiska nationalparken ingår även i världsarvet Gyeongjus historiska områden. Till nationalparken räknas bland annat templet Bulguksa, grottan Seokguram, berget Toham-san med en buddhistisk klocka och berget Namsan med stora reliefer. Dessutom är flera andra byggnader från kungariket Silla väl bevarade.